# Schnackenburg
Schnackenburg là một thị xã ở huyện Lüchow-Dannenberg, bang Niedersachsen, Đức. Đô thị này có diện tích 23,67 km². Đô thị Schnackenburg nằm ở tả ngạn sông Elbe. Đô thị này thuộc Samtgemeinde ("đô thị tập thể") Gartow.